# Batei Ungarin
Batei Ungarin (in ebraico בתי אונגרין‎?, letteralmente "case ungheresi") è un quartiere haredi di Gerusalemme. Fu costruito grazie al contributo di Kolel Ungarin, un'associazione caritatevole ungherese a sostegno degli ebrei in Terra di Israele.

## Geografia
Il quartiere si trova a circa un chilometro a nord del centro storico. Fa parte del più ampio distretto cittadino di Mea Shearim, situato sul confine orientale. Confina a nord con Beit Yisra'el, ad est con il quartiere arabo di Bab a-Zahara.

## Storia
Batei Ungarin fu fondato nel 1891. Allo scatenarsi della prima guerra mondiale contava 100 case, una sinagoga, un beit midrash e un mikveh. Gli abitanti originari del quartiere provenivano dall'Ungheria e molti dei residenti che vivono lì oggi discendono da antenati ungheresi. Il quartier generale del famoso gruppo chassidico Toldos Aharon è situato ai margini di Batei Ungarin.